# Ceraunofobia
La ceraunofobia (dal greco antico κεραυνός, cheraunos, "fulmine" e φόβος, phobos, "paura") è la fobia specifica dei tuoni e dei fulmini, comune nell'essere umano, specialmente tra i bambini e gli adolescenti, e presente anche nei cani e nei gatti. Altri termini utilizzati per indicarla sono la brontofobia, dal greco vrontés (tuono) e la tonitrofobia, dal latino tonitrus (tuono), specifici dei tuoni, e l'astrapofobia, dal greco astrapí (fulmine).
La lilapsofobia, ovvero la paura delle trombe d'aria, dei cicloni o delle tempeste, è considerata una forma molto grave di ceraunofobia.
I sintomi, come per le altre fobie, includono attacchi di panico, difficoltà respiratorie, tachicardia, sudorazione e nausea.
Molti di coloro che soffrono di ceraunofobia cercano di sfuggire alla causa della paura: durante un temporale i bambini si nascondono solitamente in luoghi senza finestre, come il sottoscala, l'armadio o sotto il letto. Analogamente, adulti e adolescenti adottano lo stesso meccanismo di difesa e cercano riparo in ogni luogo in cui non si vede né si sente il temporale.
Il trattamento, al pari delle altre fobie, consiste nell'esporre gradualmente il paziente alla fobia stessa, facendolo respirare lentamente.